# Кузіана – Ла-Беллеза
Кузіана – Ла-Беллеза – трубопровід, що постачає ресурс з родовища Кузіана на сході Колумбії до газотранспортної системи для його розподілу по країні.
В середині 2010-х років по вичерпанні основних запасів нафти родовища Кузіана розпочали зростаючий відбір газу, який раніше закачувався назад у пласт, для поставок зовнішнім споживачам. На той час в країні вже існувала система на основі центральної магістралі північ-південь (Баллена – Нейва), що забезпечувала поставки до багатьох департаментів, включаючи відгалуження до Боготи та Калі. Тому для розробки газових запасів Кузіана (і розташованого поруч Купіагуа) було достатньо прокласти трубопровід, який сполучив би їх з вже існуючою системою. За точку підключення до ГТС обрали Ла-Беллеза на трасі східного відгалуження від магістралі північ-південь до Боготи. Як наслідок, у цьому відгалуженні виникла нова схема руху: реверсний від Ла-Беллеза на захід до траси Баллена-Нейва та прямий від Ла-Беллеза на південь (тільки тепер по ділянці Ла-Беллеза – Богота транспортувався газ із східних родовищ, а не отриманий з карибського узбережжя). 
Довжина газогону 223 км, діаметр труб 500 мм, максимальна річна потужність 4 млрд.м3 на рік.  Роботу системи обслуговують компресорні станції Miraflores та Puente Guillermo, які можуть забезпечувати тиск на виході до 8,3 МПа. При цьому остання, споруджена поблизу кінцевої точки, має наступні режими роботи:
- подача газу до Боготи та трубопроводу Баллена – Нейва – одночасно або тільки в одному із напрямків;
- перепуск газу із системи Баллена-Нейва у напрямку Боготи без задіяння компресорів.
Від трубопроводу Кузіана – Ла-Беллеза виконано ряд відгалужень загальною довжиною 308 км, що забезпечують газом населені пункти муніципалітетів Boyacá та Santander:
- лінія  Teatinos – Belencito діаметром 250 мм та довжиною 85 км;
- лінія Otero – Santana діаметром 200 мм та довжиною 44 км;
- відводи до Samaná, Sora, Raquira, Villa de Leiva, Santa Sofía, Sáchica та Bolivar діаметром 50 мм.